# Anni 90 a.C.
Gli anni 90 a.C. sono il decennio che comprende gli anni dal 99 a.C. al 90 a.C. inclusi.

## Nati
- Appio Claudio Pulcro, generale romano († 49 a.C.)96 a.C.
- Gaio Claudio Pulcro, politico romano
- Terenzia, nobildonna romana († 8)95 a.C.
- Marco Porcio Catone Uticense, politico, militare e scrittore romano († 46 a.C.)94 a.C.
- Cornelia, romana († 69 a.C.)91 a.C.
- 12 febbraio - Gaio Vibio Pansa, politico romano († 43 a.C.)90 a.C.
- 4 novembre - Psenptah III, nobile e sacerdote egizio († 41 a.C.)
- Gaio Scribonio Curione, politico romano († 49 a.C.)
- Lucio Munazio Planco, militare e politico romano († 1)

## Morti
- Kaika, imperatore giapponese (n. 208 a.C.)96 a.C.
- Antioco IX, sovrano (n. 135 a.C.)
- Antioco VIII, sovrano (n. 141 a.C.)
- Orobazo, ambasciatore partico
- Tolomeo Apione, sovrano egizio (n. 154 a.C.)95 a.C.
- Seleuco VI, sovrano93 a.C.
- Antioco X, sovrano91 a.C.
- 19 settembre - Lucio Licinio Crasso, oratore romano (n. 140 a.C.)
- Aderbale, principe
- Marco Livio Druso, politico romano (n. 124 a.C.)
- Quinto Cecilio Metello Numidico, politico romano
- Mitridate II di Partia, sovrano90 a.C.
- Erio Asinio, politico e condottiero
- Publio Rutilio Lupo, politico e militare romano
- Vezio Scatone, generale